# Прогнозна грешка
В статистиката прогнозна грешка  (на английски: forecast error) e разликата между действителната или реална и предвидената, прогнозна стойност на времеви ред или на друг вид феномен, който е от интерес в дадения случай.
В най-простите случай прогнозата е сравнена с изходния резултат в определена времева-точка, като се прави и обобщение на прогнозните грешки чрез конструиране на колекция от сравнения при такива времеви-точки. Тук прогнозата може да бъде оценена чрез разликата или използване на пропорционална грешка, конвенционално, грешката се дефинира, използвайки стойността на изхода минус стойността на прогнозата.